# Hájky
Hájky (německy Hajka) jsou vesnice, část obce Stádlec v okrese Tábor v Jihočeském kraji. Nachází se asi 1,5 kilometru severovýchodně od Stádlce. Hájky leží v katastrálním území Stádlec o výměře 5,19 km².

## Historie
První písemná zmínka o vesnici pochází z roku 1842.

## Obyvatelstvo
| Rok            | 1869 | 1880 | 1890 | 1900 | 1910 | 1921 | 1930 | 1950 | 1961 | 1970 | 1980 | 1991 | 2001 | 2011 | 2021 |
| -------------- | ---- | ---- | ---- | ---- | ---- | ---- | ---- | ---- | ---- | ---- | ---- | ---- | ---- | ---- | ---- |
| Počet obyvatel | 115  | 86   | 82   | 70   | 77   | 72   | 79   | 61   | 57   | 52   | 30   | 25   | 26   | 27   | 23   |
| Počet domů     | 14   | 14   | 14   | 14   | 14   | 14   | 14   | 14   | 14   | 15   | 12   | 13   | 13   | 14   | 15   |

## Galerie

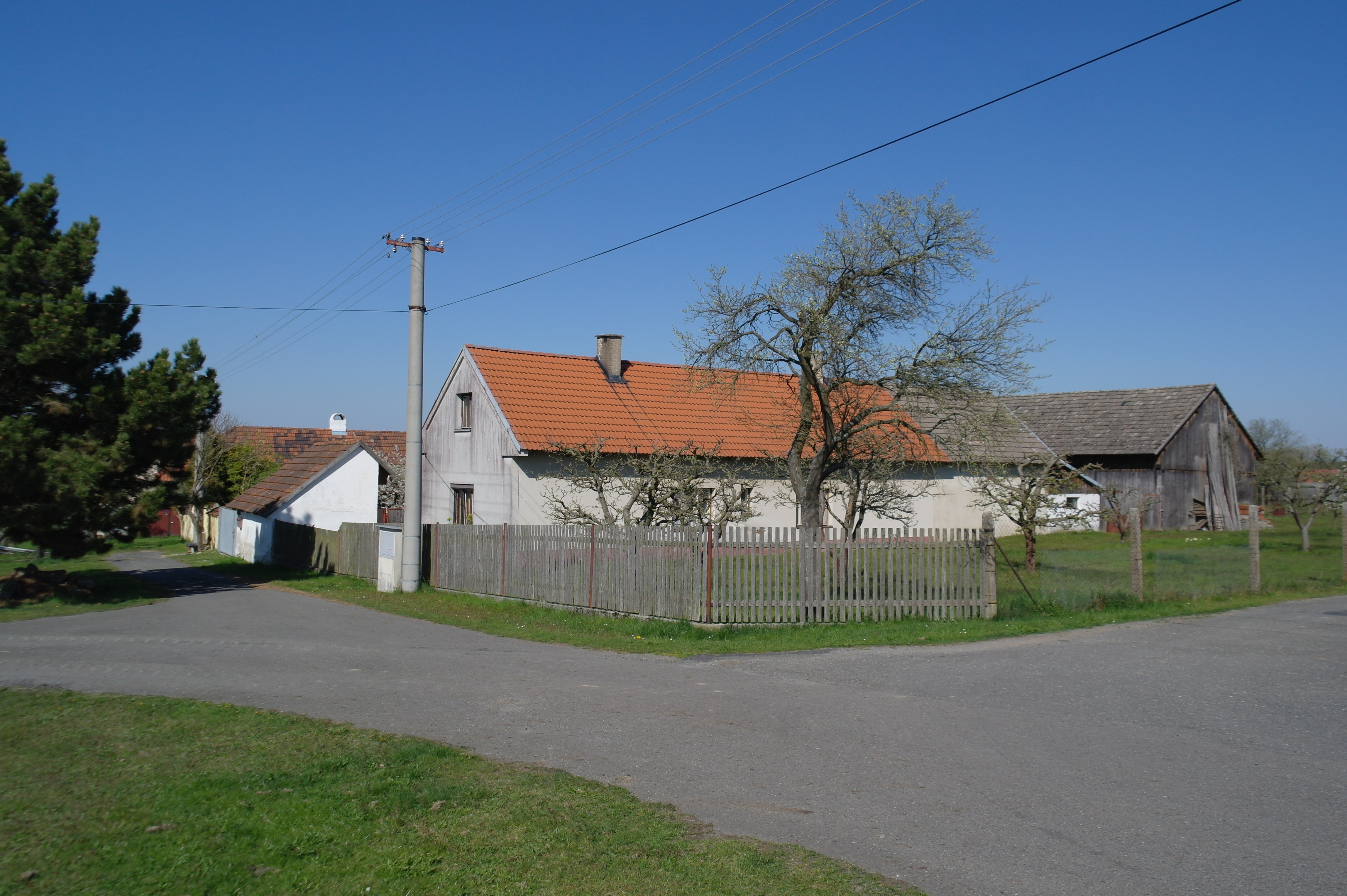
Dům čp. 7
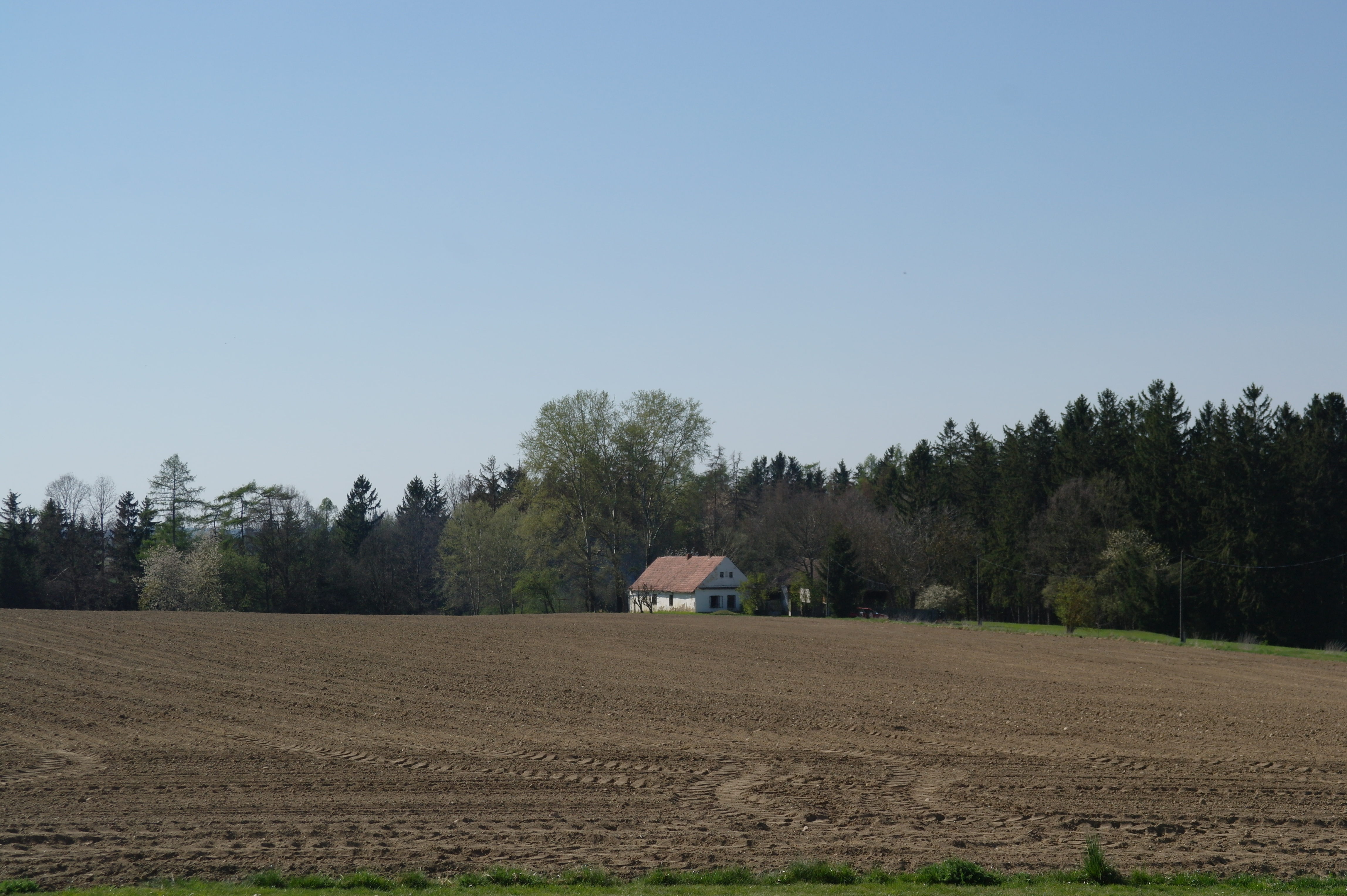
Dům čp. 10 s hospodářskou budovou
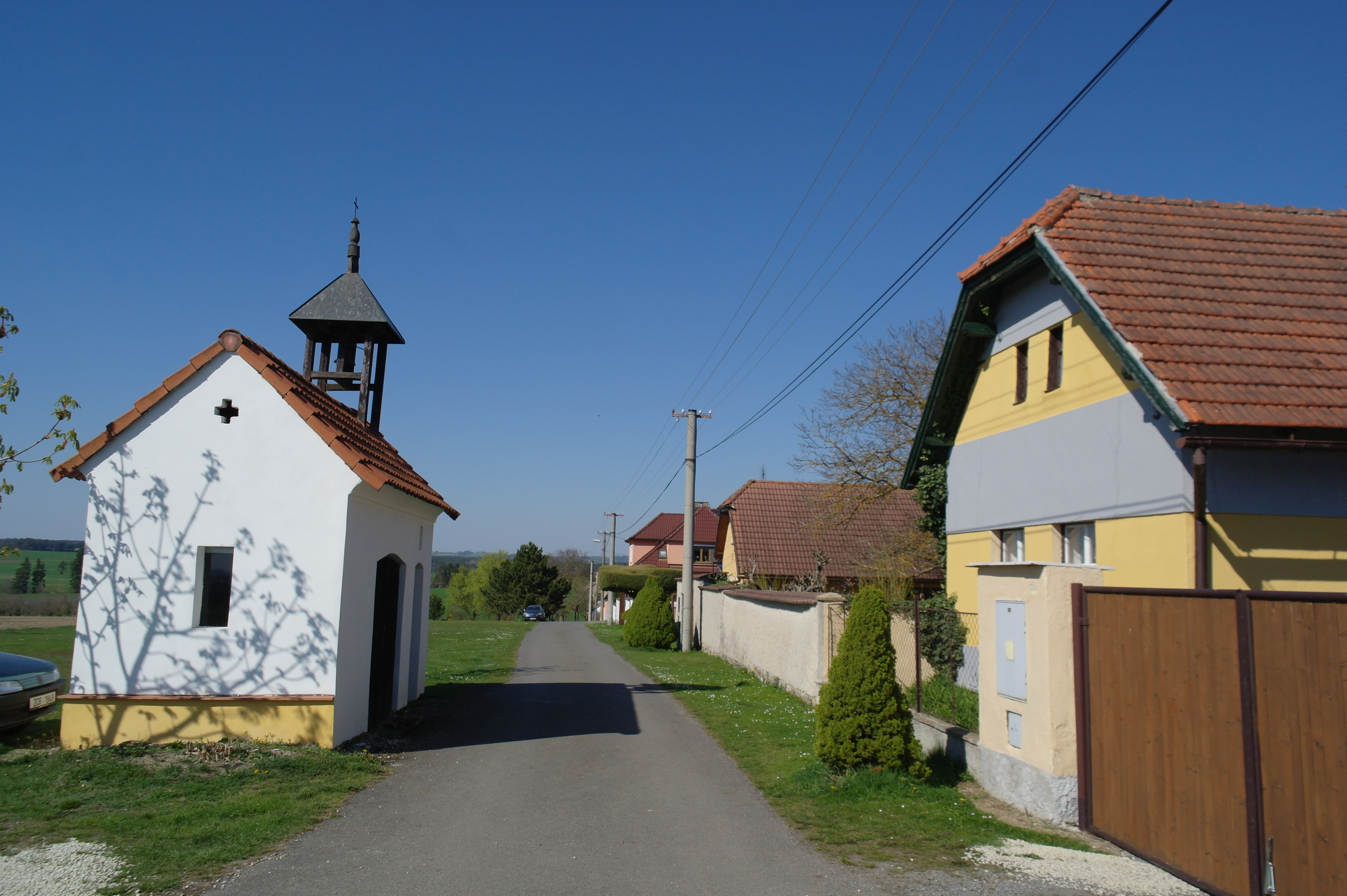
Kaplička